# TenFourFox
TenFourFox est un navigateur web pour Mac à processeurs PowerPC G3, G4 ou encore G5. Il est disponible pour Mac OS X Tiger et Leopard. Le code source a été construit autour du moteur de rendu Gecko utilisé dans Mozilla Firefox. La communauté a donc développé un fork de Firefox faisant suite à l'abandon de la fondation Mozilla pour les plateformes PPC.
Le projet, libre et open-source, est sponsorisé par Floodgap Systems qui permet entre autres, à la communauté de sortir des versions régulières et à jour par rapport à Firefox.

## Histoire
En 2010, Mike Beltzner de Mozilla annonce que la version Firefox 4 ne pourrait pas être compatible sur Power Macintosh et Mac OS X Tiger, signifiant que Firefox 3.6 est la dernière version de Firefox encore en fonction pour ces ordinateurs.
Le 29 mars 2021. Il annonce la fin de support pour TenFourFox.